# زرنان (زنجان)
زرنان (زنجان)، روستایی از توابع بخش مرکزی شهرستان زنجان در استان زنجان ایران است. این روستا در پنج کیلومتری شمال‌شرقی شهر زنجان واقع گردیده، و امروزه با گسترش شهر به سمت شرق و شمال، فاصله روستا تا منتهی‌الیه شمال‌شرقی شهر در حدود یک کیلومتر است. 
مسجد زرنان که با وقف زمین مرحوم حاج عبدالله حسنی و با مشارکت اهالی روستا ساخته شده، از نماد های اصلی این روستا می‌باشد. 

## جمعیت
این روستا در دهستان بناب قرار دارد و براساس سرشماری مرکز آمار ایران در سال ۱۳۸۵، جمعیت آن ۳۲۱ نفر (۷۲خانوار) بوده‌است. 
خاندان های معروف زرنان ، حسنی ، نصیری و حبیبی هستند که اکثر این خاندان ها با یکدیگر نسبت فامیلی دارند.
از شخصیت های معروف روستا میتوان به حاج محسن حسنی، کربلایی مجید حسنی ، کشتی گیر پیشکسوت میثم نصیری ، مرحوم حاج عبدالله حسنی و مرحوم حاج منصور حسنی اشاره کرد.